# 板東寛司
板東 寛司（ばんどう かんじ、1950年 - ）は、猫専門の写真家。風呂猫スタジオ代表。日本招猫倶楽部世話役。

## 概要・略歴
兵庫県神戸市出身。千葉大学工学部写真工学科卒業後、出版社、映像製作会社勤務を経て、1991年、個人事務所「風呂猫スタジオ」を設立。猫専門のカメラマン（キャトグラファー）として活動、「ふつうの猫のふだん着の表情がいちばん」をコンセプトに、一般家庭を訪問して猫を撮影。2014年には撮影した猫の数が五千匹を超えた。人間の大切なパートナーとしての猫の、心なごむ写真を追求している。写真集やオリジナルカレンダー、ポストカードなど著作多数。1993年に妻の荒川千尋と共に日本招猫倶楽部を設立。愛知県瀬戸市にある招き猫ミュージアムには、板東寛司・荒川千尋の個人コレクション数千点が展示されている。

## 主な著書
- 『写真集「ぽて猫」』（ＰＡＲＣＯ出版、1997年）
- 『写真集「あじ猫」』（ＰＡＲＣＯ出版、1997年）
- 『猫の手』（ネスコ、1998年）
- 『寝ん猫』（ネスコ、1999年）
- 『写真集「ちびねこマニア」』（大和書房、2000年）
- 『写真集「ねこねんね 寝るより楽はニャかりけり」』（人類文化社、2001年）
- 『猫パンチ!』（ネスコ、2001年）
- 『なごみねこ写真術−かわいく撮れる15のヒント』（文化出版、2002年）
- 『写真集「子育て猫」』（大和書房、2002年）
- 『写真集「ねこつづり 猫文字はあなたを幸せにする!」』（人類文化社、2002年）
- 『美猫の金曜日』（アシェット婦人画報社、2002年）
- 『写真集「猫の名前」』（洋泉社、2003年)
- 『ねこの肉球完全版』（文藝春秋、2003年)
- 『スーパーモデル猫プリンちゃん ネコのお洋服屋さん』（文藝春秋、2004年)
- 『逢いたくなっちゃだめ』（あおば出版、2005年)
- 『となりの猫の晩ごはん 簡単レシピつき写真エッセイ集』（文藝春秋、2005年)
- 『写真集「こねこ暮らし」』（あおば出版、2007年)
- 『こねこ・ねんね』（廣済堂出版、2008年）
- 『ネコカメ』（ソフトバンク、2008年）
- 『ハコネコ』（文藝春秋、2008年)
- 『ねこ・ねんね』（廣済堂出版、2009年）